# Alena Lanskaya
Pour les articles homonymes, voir Lanskaya.
Alena Lanskaya, (en biélorusse : Алена Ланская, romanisé: Alena Lanskaya; en russe : Алёна Ланская, romanisé: Alyona Lanskaya), née le 7 septembre 1985 à Moguilev en Biélorussie, est une chanteuse biélorusse,.

## Biographie
Le 14 février 2012, à l'issue d'une finale nationale, elle est choisie pour représenter la Biélorussie au Concours Eurovision de la chanson 2012 à Bakou, en Azerbaïdjan avec la chanson All My Life (Toute ma vie). Mais le 24 février 2012, on apprend qu'elle est remplacée par le groupe Litesound avec la chanson We Are the Heroes (Nous sommes les héros).
L'année suivante, elle gagne la finale nationale pour représenter la Biélorussie au Concours Eurovision de la chanson 2013 à Malmö, en Suède avec la chanson Rhythm of Love. Sa chanson est changée le 5 mars 2013 en une chanson qui bénéficie de meilleures critiques, Solayoh.